# Swithun Wells
San Swithun Wells (ca. 1536 - 10 de diciembre de 1591) fue un mártir católico inglés ejecutado durante el reinado de Isabel I.
Wells nació en Brambridge, Hampshire, en 1536, y fue bautizado con el nombre del santo local San Swithun de Winchester. Por muchos años fue profesor en el poblado de Monkton Farleigh, en Wiltshire. En ese tiempo, asistió a los servicios religiosos protestantes, pero en 1583 se reconcilió con la Iglesia católica. En 1585 se mudó a Londres, donde compró una casa en la calle Gray's Inn Road.
En 1591 Edmund Gennings celebraba una misa católica en la casa de Wells, cuando la celebración fue interrumpida por el miembro del parlamento Richard Topcliffe (un perseguidor de católicos) y sus oficiales. La congregación se mostró reacia a interrumpir la misa, cerró la puerta y sacó a los oficiales hasta que la misa terminó, tras lo cual se rindieron pacíficamente. Wells no estaba presente en la misa, pero sí lo estaba su esposa, quien fue aprehendida junto a los sacerdotes Gennings y Polydore Plasden, y tres laicos de nombre John Mason, Sidney Hodgson y Brian Lacey. Wells fue arrestado inmediatamente a su regreso y encarcelado. Durante su juicio, dijo que él no había estado en la misa, pero desearía haberlo estado.
Fue sentenciado a morir en la horca, y fue ejecutado afuera de su propia casa el 10 de diciembre de 1591, justo después de Edmund Gennings. En el patíbulo, perdonó a Topcliffe, a quien le dijo "Le pido a Dios que haga de ti un Pablo a partir de un Saulo, pasando de un sangriento perseguidor a uno de los hijos de la Iglesia Católica". Su esposa, Alice, fue indultada, pero moriría en prisión en 1602.
Swithun Wells fue canonizado por el papa Paulo VI el 25 de octubre de 1970 como uno de los cuarenta mártires de Inglaterra y Gales. Su celebración, junto con el de los otros 39 mártires, es el 25 de octubre.
- Datos: Q2068942